# Keinan Davis
Keinan Vincent Joseph Davis (* 13. Februar 1998 in Stevenage) ist ein englischer Fußballspieler auf der Position eines Stürmers, der seit 2023 bei Udinese Calcio unter Vertrag steht.

## Vereinskarriere

### Über Stevenage und Biggleswade Town zu Aston Villa
Keinan Davis wurde am 13. Februar 1998 in Stevenage geboren, wo er auch aufwuchs und die Schule besuchte. Er besuchte unter anderem die The Nobel School und war schon in seiner Kindheit als Fußballspieler aktiv. Seine Vereinskarriere als Jugendlicher verbrachte er unter anderem beim lokalen Klub FC Stevenage, bei dem er bis 2015 in dessen Akademie zum Einsatz kam, ehe er von Darren Sarll entlassen wurde. Dave Northfield, Nachwuchstrainer beim unterklassigen Klub Biggleswade Town, holte ihn in weiterer Folge in seine U-18-Mannschaft, in der er in den nachfolgenden Monaten eingesetzt wurde und torgefährlich agierte. Um Geld zu verdienen, arbeitete er nebenbei im Barber Shop seines Cousins und absolvierte College-Kurse. Beim wenige Kilometer nördlich von Stevenage gelegenen Verein kam Davis jedoch nur bis zum Jahresende zum Einsatz. Nachdem Scouts von Aston Villa bei einem Spiel der U-18-Mannschaft von Biggleswade Town gegen die Jugend von Aston Villa auf Davis aufmerksam geworden waren, absolvierte er ein vierwöchiges Probetraining beim Klub, in dessen Anschluss er einen 18-Monats-Vertrag unterzeichnete und ihm eine Profikarriere in Aussicht gestellt wurde. Zuvor hatte Davis bereits mit dem Gedanken gespielt in die Vereinigten Staaten zu wechseln, um dort College Soccer zu spielen. Nur wenige Monate nach Davis’ Abgang verließ Northfield Biggleswade Town und gründete basierend auf der besagten U-18-Mannschaft den eigenständigen Verein FC Biggleswade mit Spielbetrieb in der Spartan South Midlands Football League.

### Durchbruch in die Profimannschaft

#### Spielzeiten 2015/16 und 2016/17
Anfangs für die vereinseigene U-18-Mannschaft vorgesehen, debütierte Davis noch im Dezember 2015 bei einer 1:2-Niederlage gegen die Alterskollegen von Stoke City für die in der sogenannten Premier League 2 spielende U-21-Mannschaft von Aston Villa, als er als Hängende Spitze in der 58. Minute für Jordan Cox auf den Rasen kam. Zu Beginn noch unter dem einstigen englischen Nationalspieler Gordon Cowans kam Davis ab etwa Mitte April 2016 auch unter dem Schotten Kevin MacDonald zu längeren Einsätzen für das U-21-Team. Bis zum Ende der regulären Spielzeit hatte es der junge Offensivakteur auf sieben Ligaeinsätze gebracht und dabei nicht nur zwei Torvorlagen geliefert, sondern auch selbst einen Treffer beigesteuert. Ein vierter Platz in der Division 2 der Professional U21 Development League verschaffte Aston Villa einen Platz in den saisonabschließenden Play-offs. Durch zwei Torvorlagen bei einem 2:1-Sieg über die U-21-Mannschaft der Blackburn Rovers im Halbfinale verhalf Davis seiner Mannschaft zum Einzug in das entscheidende Finale gegen den FC Arsenal; das Spiel endete jedoch in einer 1:3-Niederlage der Villans. Nachdem er gerade in zwei U-21-Spielen im Einsatz gewesen war, saß Davis am 6. Februar 2016 bei einem 2:0-Heimsieg über Norwich City erstmals in einem Ligaspiel der Profis auf der Ersatzbank, kam von dieser jedoch nicht zum Einsatz. Auch bei der eine Woche später folgenden 0:6-Heimniederlage gegen den FC Liverpool nahm der als Hängende Spitze und Mittelstürmer eingesetzte Rechtsfuß auf der Ersatzbank des Profiteams Platz, ohne zum Einsatz zu kommen.
Dies änderte sich jedoch in der darauffolgenden Saison, in der er zumeist als Stammkraft in der Reservemannschaft zum Einsatz kam. In der Division 2 der Professional U23 Development League kam er hierbei in 18 Ligapartien zum Einsatz, in denen er vier Tore erzielte und ebenso viele Assists beisteuerte. Aufgrund seiner Leistung wurde er am 8. Januar 2017 beim Drittrundenspiel des FA Cups 2016/17 gegen Tottenham Hotspur in die Profimannschaft geholt und debütierte für diese, als er in der 77. Spielminute für Mile Jedinak eingewechselt wurde. Während er in der vorangegangenen Saison unter Rémi Garde noch ohne Einsatz blieb, setzte ihn der nunmehrige Trainer Steve Bruce ab dieser Zeit regelmäßiger als Ersatzspieler ein. Nur wenige Tage nach seinem Pflichtspieldebüt absolvierte Davis auch sein erstes Spiel einer Profiliga, als er beim Spiel der 26. Runde gegen die Wolverhampton Wanderers in der 91. Spielminute abermals für den Australier Mile Jedinak auf das Spielfeld kam. Auch danach absolvierte der Angriffsspieler bis zum Saisonende noch einige Einsatzminuten in der Championship 2016/17 – Aston Villa war zuvor als Letztplatzierter der Premier League 2015/16 in die Zweitklassigkeit abgestiegen. Im Endklassement brachte er es mit seinem Team auf den 13. Tabellenplatz und hatte es selbst zu insgesamt knapp 60 Einsatzminuten bei sechs Ligaauftritten gebracht. Mit dem Reserveteam brachte er es auf Rang 7 und somit ebenfalls auf einen Platz im Tabellenmittelfeld.

#### Spielzeiten 2017/18 und 2018/19
In die darauffolgende Saison 2017/18 startete der aus Englands erster New Town stammende Offensivspieler noch mit der Reservemannschaft, für die er es im ersten Saisonspiel bereits zu einem Treffer gebracht hatte. Fünf Tage zuvor hatte er es bereits im EFL Cup 2017/18 zu einem Kurzeinsatz für die Profis gebracht, für die er in weiterer Folge ab der vierten Meisterschaftsrunde zur Stammkraft in der Offensive aufstieg und den späteren irischen Nationalspieler Scott Hogan von seiner angestammten Position verdrängte. Bereits in seinem ersten Spiel von Beginn an leistete Davis beim 4:2-Heimsieg seiner Mannschaft über Norwich City die Vorarbeit zum 1:0-Führungstreffer der Villans. Danach kam er zumeist abwechselnd als Hängende Spitze oder Mittelstürmer zum Einsatz, wobei Hogan die meiste Zeit über als sein Ersatzmann fungierte. Hervorzuheben ist in dieser Saison unter anderem Davis’ Leistung bei einem 3:0-Auswärtserfolg über den FC Barnsley in Runde 8, als er an zwei Toren beteiligt war (1 Treffer, 1 Assist). Nachdem er bis zum Jahresende 2017 als Stammspieler zu seinen Einsätzen gekommen war, musste er vor allem ab dem Jahresbeginn 2018 wieder auf der Ersatzbank Platz nehmen und Scott Hogan den Vortritt lassen. Ab Mitte März gehörte er für die restlichen acht Meisterschaftsspiele gar nicht mehr dem Profikader an und kam nur noch vereinzelt zu Einsätzen im Reservekader, der es im Endklassement auf den zweiten Platz in der Division 2 der Professional U23 Development League brachte und abermals knapp im Finale der Play-offs scheiterte. Dennoch konnte er mit dem Gewinn des Premier League Cup zumindest einen Titel in dieser Saison vorweisen. Mit den Profis rangierte er auf dem vierten Platz der EFL Championship 2017/18 und zog ebenfalls in die saisonabschließenden Play-offs ein. Auch hier scheiterte er mit der Mannschaft nur knapp im Finale mit einer 0:1-Niederlage gegen den FC Fulham. Bei 28 Profiligaeinsätzen in dieser Saison hatte er es auf zwei Treffer und vier Torvorlagen gebracht.
Aufgrund einer Schambeinentzündung versäumte Davis weitere Teile der Spielzeit 2018/19 und gab erst Ende des Jahres 2018 ein vorläufiges Comeback. Zum mehr als zwei Einsätzen über je eine Halbzeit im Reserveteam, sowie einem Kurzeinsatz bei den Profis, als er bei der Drittrundenniederlage gegen Swansea City im FA Cup 2018/19 in der 72. Spielminute für Scott Hogan auf den Rasen kam, brachte es Davis um den Jahreswechsel herum nicht. Bei den Profis saß er zwar zwischen Dezember und Februar in einer Reihe von Ligaspielen auf der Ersatzbank, ehe er abermals aus dem Kader genommen wurde. Erst in der 38. Meisterschaftsrunde gab er nach exakt einem Jahr sein Comeback in der Championship, als er von Bruce beim 3:0-Heimerfolg über den FC Middlesbrough ab der 75. Minute als Linksaußen eingesetzt wurde. Bis zum Ende der Saison 2018/19 brachte er es noch auf vier weitere Kurzeinsätze in der Liga und rangierte zu diesem Zeitpunkt mit der Mannschaft mit 76 erreichten Punkten auf dem fünften Tabellenplatz. Dieser reichte zur Teilnahme an den saisonabschließenden Play-offs, in denen Aston Villa zuerst West Bromwich Albion und danach Derby County bezwang und somit den Aufstieg in die Premier League schaffte. Davis wurde hierbei in einer Halbfinalpartie gegen Albion für wenige Spielminuten eingesetzt.

#### Ab der Saison 2019/20
Nachdem im Juni 2019 bereits Preston North End an einer Leihe des Langzeitverletzten interessiert war, entschied man sich Davis weiterhin bei Aston Villa zu behalten. Beim zweiten Ligaspiel der Saison 2019/20, einer 1:2-Heimniederlage gegen den AFC Bournemouth am 17. August 2019, gab er sein Erstligadebüt, als er in der 87. Minute als Ersatz für Neuzugang Trezeguet ins Spiel kam. Danach saß Davis bis Ende Oktober regelmäßig auf der Ersatzbank, wurde von seinem Trainer Dean Smith jedoch nur unregelmäßig in der höchsten Spielklasse des Landes eingesetzt. Außerdem wurde er bis Ende Oktober 2019 in den drei Spielen von Aston Villa im EFL Cup 2019/20 eingesetzt, wobei Davis im ersten Spiel gegen Crewe Alexandra ein Tor erzielte und in der zweiten Partie gegen Brighton & Hove Albion die Vorbereitung zu einem weiteren Treffer leistete. Daraufhin gehörte er drei Monate lang nicht dem Profikader an und kehrte erst Ende Januar, als Aston Villa das Ligapokalhalbfinalrückspiel gegen Leicester City gewann und sich damit für das Finale qualifizierte, wieder in den Profikader zurück. Nachdem er im genannten Spiel eingesetzt worden war, kam er zwei Tage später auch wieder in der Premier League als Ersatzspieler zum Einsatz. Im FA Cup 2019/20 schied er mit seiner Mannschaft bereits im ersten Spiel, der Viertrundenpartie gegen den FC Fulham, frühzeitig aus dem Wettbewerb aus.
Am 1. Januar 2022 wechselte Davis auf Leihbasis bis zum Saisonende zum Zweitligisten Nottingham Forest, bei dem er sich schnell einen Stammplatz im Sturmzentrum sicherte und fünf Tore in fünfzehn Spielen der EFL Championship 2021/22 erzielte. Als Tabellenvierter zog er mit Forest in die Aufstiegs-Play-offs ein. Im Finale besiegte der in der Startelf stehende Keinan Davis mit seinem Team Huddersfield Town vor 80.019 Zuschauern in Wembley mit 1:0 und sicherte sich damit den Aufstieg in die Premier League.
Mitte August 2022 wurde der 24-Jährige erneut in die zweite Liga ausgeliehen, dieses Mal für die gesamte Saison 2022/23 an den FC Watford. Im September 2023 wechselte er nach Italien zu Udinese Calcio.

## Nationalmannschaftskarriere
Als 19-Jähriger schaffte es Davis im Sommer 2017 anlässlich der U-20 Elite League 2017/18 in die von Keith Downing trainierte englische U-20-Nationalmannschaft. Im ersten Spiel gegen die Niederlande noch auf der Ersatzbank, absolvierte er im zweiten Spiel gegen die Alterskollegen aus der Schweiz die vollen 90 Minuten. Aufgrund seines verletzungsbedingten Ausfalles verpasste er die Spiele seiner Mannschaft im Oktober und November 2017 und wurde durch Ike Ugbo ersetzt. Für die Spiele gegen Polen und Portugal holte ihn Downing wieder in den Kader. Nachdem er am 22. März 2018 bei 1:0-Sieg über Polen in der 87. Minute das spielentscheidende Tor erzielt hatte, steuerte er auch beim 3:0-Sieg über Portugal fünf Tage später einen Treffer bei. Dies blieb zugleich sein letzter Einsatz in einer Nationalauswahl der Football Association.

## Erfolge
mit der Aston Villa Reserve
- Finalist der Play-offs um den Aufstieg in die Division 1: 2017/18
- Sieger des Premier League Cups: 2017/18

mit den Aston Villa Profis
- Finalist der Play-offs um den Aufstieg in die Premier League: 2017/18
- Sieger der Play-offs um den Aufstieg in die Premier League: 2018/19